# Eleutherodactylus ionthus
Espèce
Synonymes
- Eleutherodactylus varians ionthus Schwartz, 1960

Statut de conservation UICN

 EN B1ab(iii) : En danger
Eleutherodactylus ionthus est une espèce d'amphibiens de la famille des Eleutherodactylidae.

## Répartition
Cette espèce est endémique de Cuba. Elle se rencontre dans les provinces de Santiago de Cuba et de Granma du niveau de la mer à 1 250 m d'altitude dans la Sierra Maestra.

## Publication originale
- Schwartz, 1960 : Nine new Cuban frogs of the genus Eleutherodactylus. Science Publishers Reading Public Museum Art Gallery, vol. 11, p. 1-50.